# Красный Яр (деревня, Кишертский район)
Красный Яр — деревня в составе Осинцевского сельского поселения Кишертского района в Пермском крае.

## Географическое положение
Деревня расположена на левом берегу реки Сылва примерно в 12 километрах по прямой на юго-запад от села Осинцево, центра сельского поселения.

## Климат
Климат умеренно континентальный, с продолжительной холодной и довольно многоснежной зимой и сравнительно коротким умеренно тёплым летом. Средняя температура самого холодного месяца года −17,3 °C, средняя максимальная температура самого жаркого месяца +24,8 °C. Зима на рассматриваемой территории суровая и продолжительная со значительным снежным покровом. Устойчивые морозы наблюдаются с середины ноября до третьей декады марта. Высота снежного покрова в среднем за зиму составляет около 40 см, но в особо снежные зимы может достигать 60 см и более. Средняя продолжительность устойчивого снежного покрова 170 дней. Лето наступает в середине мая и продолжается до середины сентября, когда начинаются осенние заморозки.

## Население
| 2000 | 2004 | 2008 | 2010 | 2011 | 2012 | 2015 | 2016 |
| ---- | ---- | ---- | ---- | ---- | ---- | ---- | ---- |
| 90   | ↘67  | ↘48  | ↘40  | →40  | ↘39  | ↘37  | ↗42  |

Постоянное население составляло 82 человека (100 % русские) в 2002 году, 42 человека в 2010 году, 44 человека в 2019 году.